# マフィア島
マフィア島（マフィアとう、スワヒリ語:Kisiwa cha Mafia、英語：Mafia Island）は、インド洋にあるタンザニア領の島で、ウングジャ島・ペンバ島とともにザンジバル諸島を構成する島である。マフィア島はザンジバル革命政府の自治範囲である他の二島とは異なり、タンザニア本土のプワニ州に属する。
2002年のタンザニア国勢調査によると、マフィア島の人口は40,801人である。経済の中心はキリンドーニという港町で、漁業と自給自足による農業で成り立っている。また、スクーバダイビングや釣りを目的とする観光も盛んである。

## 地理
マフィア群島は、1つの大きな島（394 km2）と、いくつかの小島で構成される。小島には有人島も含まれ、チョーレ島（2 km2）には800人居住している。チョーレ湾はマフィア島最初の停泊地・港であり、砂浜がある。主な町はキリンドーニである。ルフィジ川デルタとの間は、マフィア海峡と呼ばれる。島にはコビトカバがいるという噂があるが、確かな目撃例はない。

## 歴史
マフィア島の歴史は8世紀から始まる。島はかつて極東と東アフリカの人々の間での貿易で活躍しており、アラブ船の停留所だった。チョーレ湾は、キルワ・キシワニなどと同じくジンバブエの銀山からの取引を管理している最も重要な町の1つだった。
1890年、ドイツがマフィア島を支配し、チョーレ島に建物を建設した。ドイツはオマーン支配下のスルタン・サイイド・アル・ビン・セド・アルセドへ400万マルクを島と海岸の代金として支払った。第一次世界大戦中の1915年1月、イギリス軍は、ルフィジ川河口部にひそむドイツ軽巡洋艦ケーニヒスベルクを海と空から攻撃するための拠点としてマフィア島を占領した。
「マフィア」の名前の由来は、アラビア語の「morfiyeh」（意味は「グループ」「群島」）という説と、スワヒリ語の「mahali pa afya」（意味は「健康的な場所」）という説がある。
1995年にマフィア島は、自然の海洋野生生物を観光地とする代わりにWWFから財政援助を受けた。そしてタンザニアで最初に海洋公園として指定されたのが、マフィア海洋公園である。2004年にマフィア島は近辺のルフィジ川デルタとキルワ島と共にラムサール条約登録地となり、2023年に一帯はユネスコの生物圏保護区に指定された。

## 行政管理

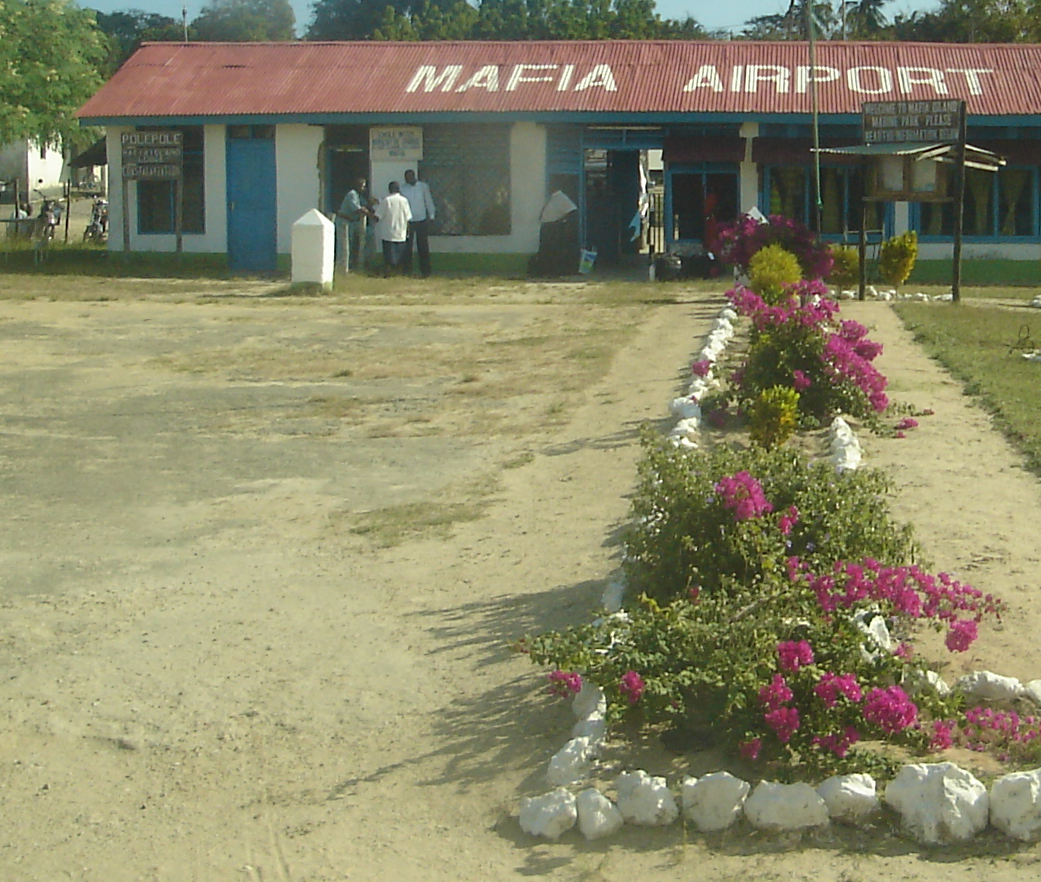
キリンドーニにある空港

マフィア地区は7地区に行政的にわけられる。その面積と人口を以下に示す。
| 地区名     | 面積 km2 | 人口 2002年 | 村                                  |
| ---------- | -------- | ----------- | ----------------------------------- |
| Baleni     | 132.1    | 9137        | Baleni, Kungwi, Ndagoni, Chunguruma |
| Jibondo    | 21.9     | 3405        | Jibondo, Chole, Juani               |
| Kanga      | 52.7     | 3317        | Kanga, Bweni                        |
| Kilindoni  | 36.8     | 11696       | Kilindoni, Dongo                    |
| Kirongwe   | 77.0     | 5260        | Kirongwe, Jimbo, Banja, Jojo        |
| Kiegeani   | 40.3     | 3379        | Kiegani, Marimbani                  |
| Mibulani   | 52.3     | 4363        | Miburani, Mlongo, Chemchem          |
| マフィア島 | 413      | 40801       | 20村                                |